# Carrier Routing System

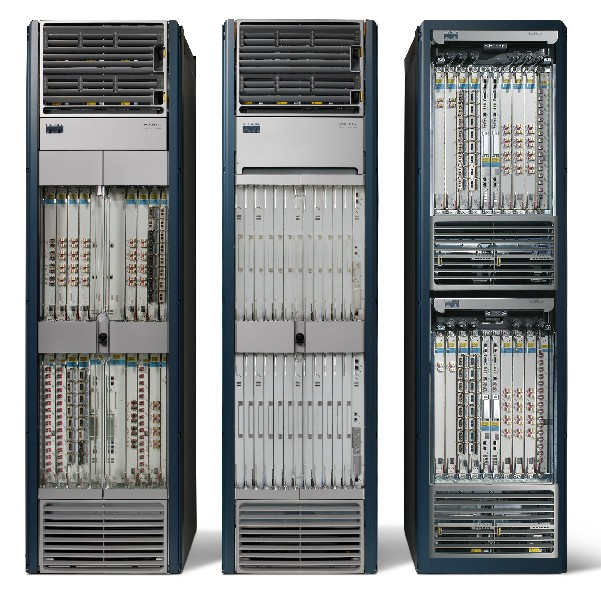
Cisco CRS-1 Backbone Core Router

Das Carrier Routing System (CRS) ist ein von Cisco entwickelter Router, der als zentraler Router auf dem Internet-Backbone eingesetzt wird. Als Betriebssystem wird IOS-XR, die neueste Version von Ciscos Internetwork Operating System, basierend auf dem QNX Mikrokernel verwendet. Ein Gehäuse kann bis zu 16 Platinen enthalten und eine OC-768 SONET-Schnittstelle benutzen. Das System hat außerdem die Möglichkeit, mehrere Gehäuse zu kombinieren. In dieser Multi-Chassis Konfiguration werden die Gehäuse (Linecard Chassis [LCC]) mit sogenannten Fabric-card Chassis verbunden.
Ein großes CRS enthält über 1000 Platinen mit jeweils 40 Gbit/s, so dass die Bandbreite insgesamt bis zu 92 Tbit/s betragen kann.
Sowohl in der einfachen als auch der Multi-Chassis Konfiguration basiert das CRS auf einer dreistufigen Beneš Architektur.
Während der Entwicklung war das Gerät auch unter dem Codenamen HFR bekannt, kurz für Huge Fucking Router. Die Marketing-Abteilung sagte später, die Abkürzung würde Huge Fast Router bedeuten.
Konkurrenten in dem Bereich Höchstleistungsrouter sind Brocade Communications Systems (ehemals Foundry Networks) mit der NetIron XMR Serie, Extreme Networks mit dem Black Diamond 20808 System, Huawei mit den NE5000E und NE80E Systemen, Juniper Networks mit den Serien T640 und T1600 oder früher auch Avici Systems, die heute in diesem Markt nicht mehr aktiv sind.